# Oryzias timorensis
Oryzias timorensis är en fiskart som först beskrevs av Weber och De Beaufort 1922.  Oryzias timorensis ingår i släktet Oryzias och familjen Adrianichthyidae. Inga underarter finns listade i Catalogue of Life.